# Jordbävningen i Oaxaca 1980
Jordbävningen i Oaxaca 1980 var en jordbävning den 24 oktober 1980. Den dödade 300 personer, och uppmättes till 7,0. Många personer skadades, uppskattningsvis blev 150 000 hemlösa, medan stora skador orsakades, framför allt i Huajuapan de León-regionen i delstaten Oaxaca. Skalvet kändes runtom i södra Mexiko, och ända bort i Guatemala.

## Skada
Jordbävningen dödade 300 personer, medan 150 000 blev hemlösa.

### Fotnoter
1. 1 2  ”Today in Earthquake History:October 24”. USGS. http://earthquake.usgs.gov/learn/today/index.php?month=10&day=24&submit=View+Date. Läst 24 oktober 2008.
2. 1 2  ”Significant Earthquakes of the World, 1980”. USGS. 16 augusti 2008. Arkiverad från originalet den 4 oktober 2008. https://web.archive.org/web/20081004192301/http://earthquake.usgs.gov/eqcenter/eqarchives/significant/sig_1980.php. Läst 24 oktober 2008.